# Korownica krwawa

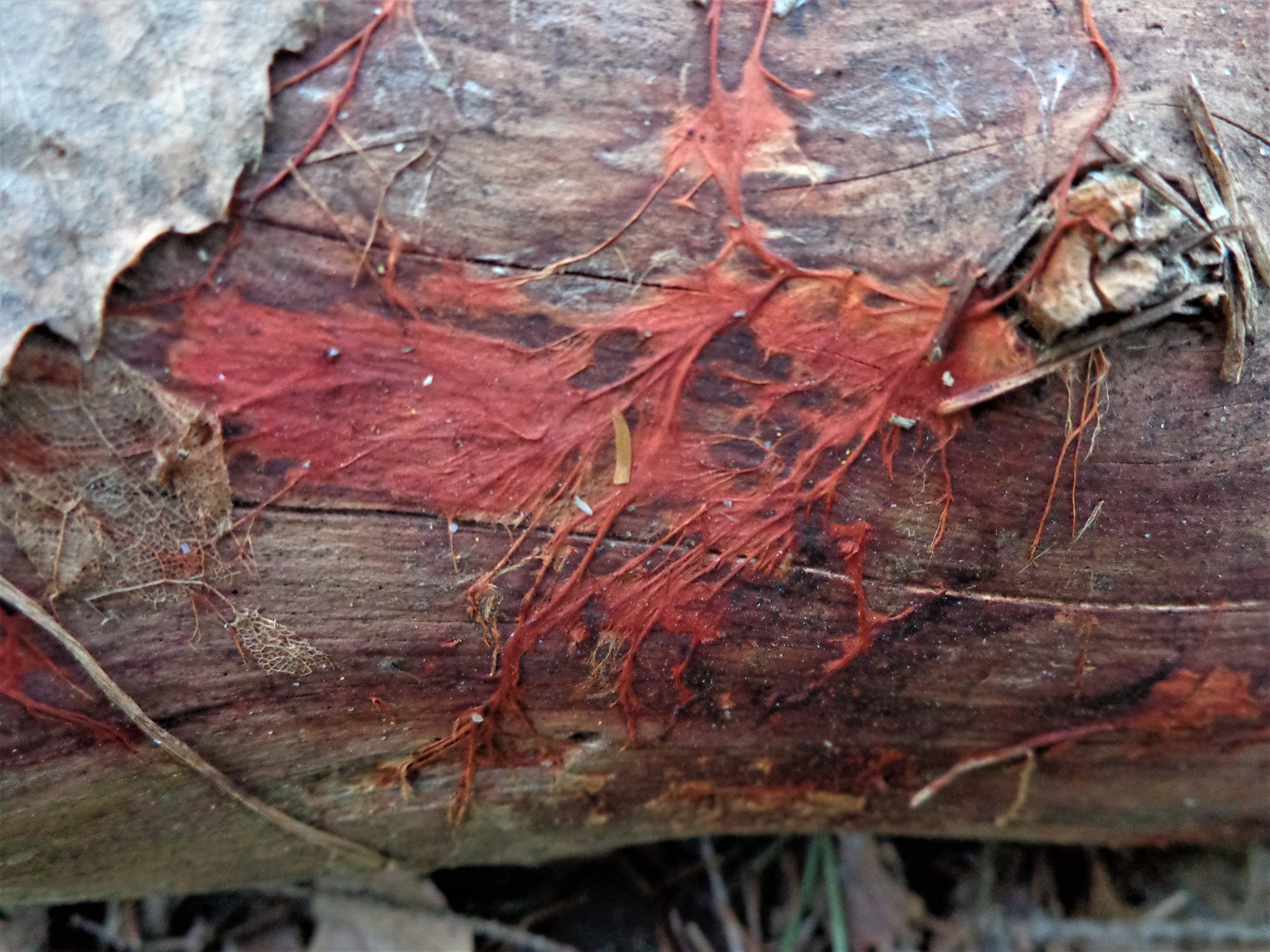

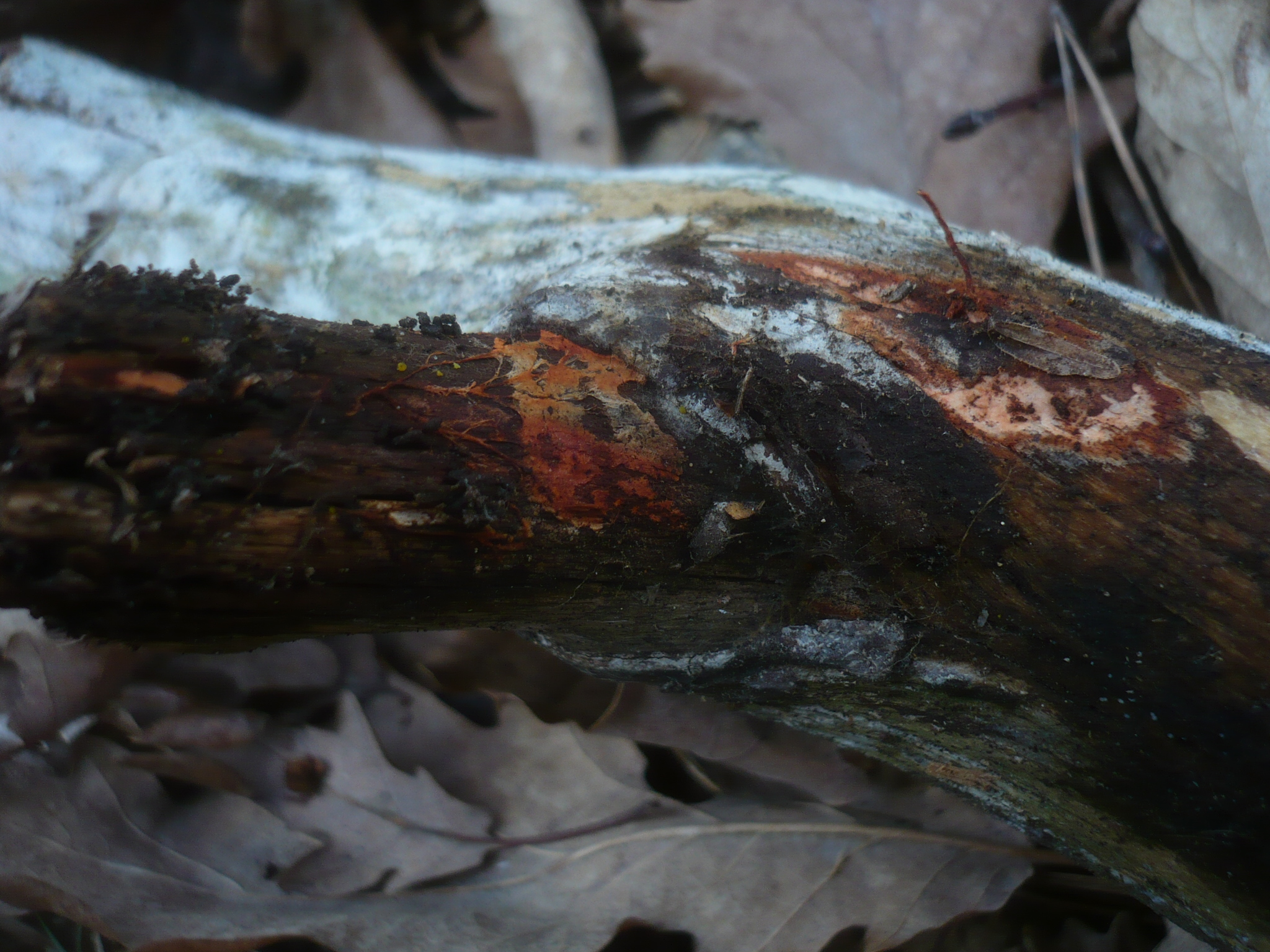

Korownica krwawa Atheliachaete sanguinea (Fr.) Spirin & Zmitr. – gatunek grzybów należący do rodziny korownicowatych (Phanerochaetaceae).

## Systematyka i nazewnictwo
Pozycja w klasyfikacji według Index Fungorum: Atheliachaete, Phanerochaetaceae, Polyporales, Incertae sedis, Agaricomycetes, Agaricomycotina, Basidiomycota, Fungi.
Po raz pierwszy takson ten zdiagnozował w 1828 r. Elias Fries nadając mu nazwę Thelephora sanguinea. Obecną, uznaną przez Index Fungorum nazwę nadali mu w 2011 r. Spirin i Zmitr., przenosząc go do rodzaju Ptheliachaete i innej rodziny.
Ma około 20 synonimów. Niektóre z nich:
- Corticium laetum var. tatrense Pilát 1926
- Corticium sanguineum (Fr.) Fr. 1838
- Grandiniella sanguinea (Fr.) Burds. 1977
- Leptochaete sanguinea (Fr.) Zmitr. & Spirin 2006
- Membranicium sanguineum (Fr.) Y. Hayashi 1974
- Peniophora sanguinea(Fr.) Höhn. & Litsch. 1906
- Phanerochaete sanguinea  (Fr.) Pouzar 1973
- Thelephora sanguinea Fr. 1828[2].

Nazwę polską podali Barbara Gumińska i Władysław Wojewoda w 1983 r. Wcześniej w piśmiennictwie polskim gatunek ten opisywany był jako pleśniak krwawy, płaskosz krwawy, powłocznik krwawy. Po przeniesieniu do rodzaju Atheliachaete wszystkie nazwy polskie są niespójne z nazwą naukową.

## Morfologia
Owocnik
Grzyb kortycjoidalny. Owocnik rozpostarty, łatwy do oddzielenia do podłoża, zazwyczaj ciągły, jeśli popękany, to nieznacznie. Ma grubość do 0,5 mm i czasami osiąga rozmiary około 10 × 15 cm. Powierzchnia gładka, u młodych owocników o barwie od jasnożółtej do żółtawo-czerwonej, u dojrzałych czerwonej. W KOH barwi się na oliwkowozielono. Subikulum ciągłe, gładkie, hymenium pomarańczowe. Obrzeże o szerokości do 1 mm, strzępiaste, płodne, często tworzące sznury grzybniowe o średnicy do 1 mm, w KOH barwiące się na oliwkowozielono.
Cechy mikroskopowe
System strzępkowy monomityczny. Subikulum o misternej, zawiłej teksturze, zbudowane z hialinowych, grubościennych strzępek o średnicy 4,5–8 μm. Strzępki te czasami zawierają pomarańczową lub pomarańczowobrązową zawartość, często rozgałęziają się pod kątem prostym. Posiadają przegrody i czasami sprzążki. W subhymenium strzępki o średnicy 3–5 μm, hialinowe, cienkościenne, silnie rozgałęziające się. Cystydy cylindryczne, lub lekko zwężające się ku wierzchołkowi, o długości 25–45 μm, średnicy 4–6 μm, gładkie, hialinowe, cienkościenne lub średnio grubościenne, wystające na 10–25 μm ponad hymenium. Części wystające ponad hymenium są inkrustowane. Podstawki maczugowate, o rozmiarach 25–45 × 4–6 μm, z 4 sterygmami. Zarodniki elipsoidalne, hialinowe, cienkościenne, gładkie, o rozmiarach 4,5–6 × 2,5–3 μm.
Gatunki podobne
Starsze okazy korownicy krwawej są łatwe do odróżnienia od innych gatunków korownic dzięki czerwonej barwie. Młode okazy przypominają korownicę żółknącą Phanerochaete calotricha, gatunki te można jednak odróżnić mikroskopowo po wielkości, kształcie i liczbie cystyd, ponadto tylko korownica krwawa ma inkrustowane cystydy.

## Występowanie i siedlisko
Znane jest występowanie korownicy krwawej tylko w Ameryce Północnej i Europie. Na obydwu tych kontynentach jest dość szeroko rozprzestrzeniona. W Europie występuje od Portugalii po około 64° szerokości geograficznej na Półwyspie Skandynawskim. Prawdopodobnie występuje na całej półkuli północnej na obszarach o klimacie umiarkowanym i subtropikalnym. W piśmiennictwie naukowym na terenie Polski podano dość liczne jej stanowiska.
Grzyb nadrzewny saprotroficzny. Występuje w lasach iglastych, liściastych i mieszanych na martwym drewnie; na opadłych gałęziach i powalonych pniach drzew i krzewów, na szyszkach i igłach. W Polsce zanotowano jej występowanie na brzozach, sosnach, dębach, róży żarnowcu miotlastym i jarząbie pospolitym.